# Mischabeljochbiwak
Das Mischabeljochbiwak ist eine Biwakschachtel der Sektion Genf des Schweizer Alpen-Clubs in den Walliser Alpen im Kanton Wallis in der Schweiz.

## Lage und Betrieb
Das Biwak steht auf dem Mischabeljoch zwischen Täschhorn und Alphubel auf (3855 m ü. M.). Es wird von der Sektion Genf des Schweizer Alpen-Clubs betrieben und ist nicht bewartet.

## Geschichte
Die zweithöchstgelegene Unterkunft des SAC wurde 1966 errichtet und 1995 komplett neu erstellt. Sie bietet 24 Übernachtungsplätze, eine einfache, funktionale Inneneinrichtung mit Geschirr, Kochherd und Heizung mit Holz. Die alte Konstruktion des Mischabeljochbiwaks wurde 1997 zur Errichtung des Cresta-Biwaks verwendet.

## Zustiege

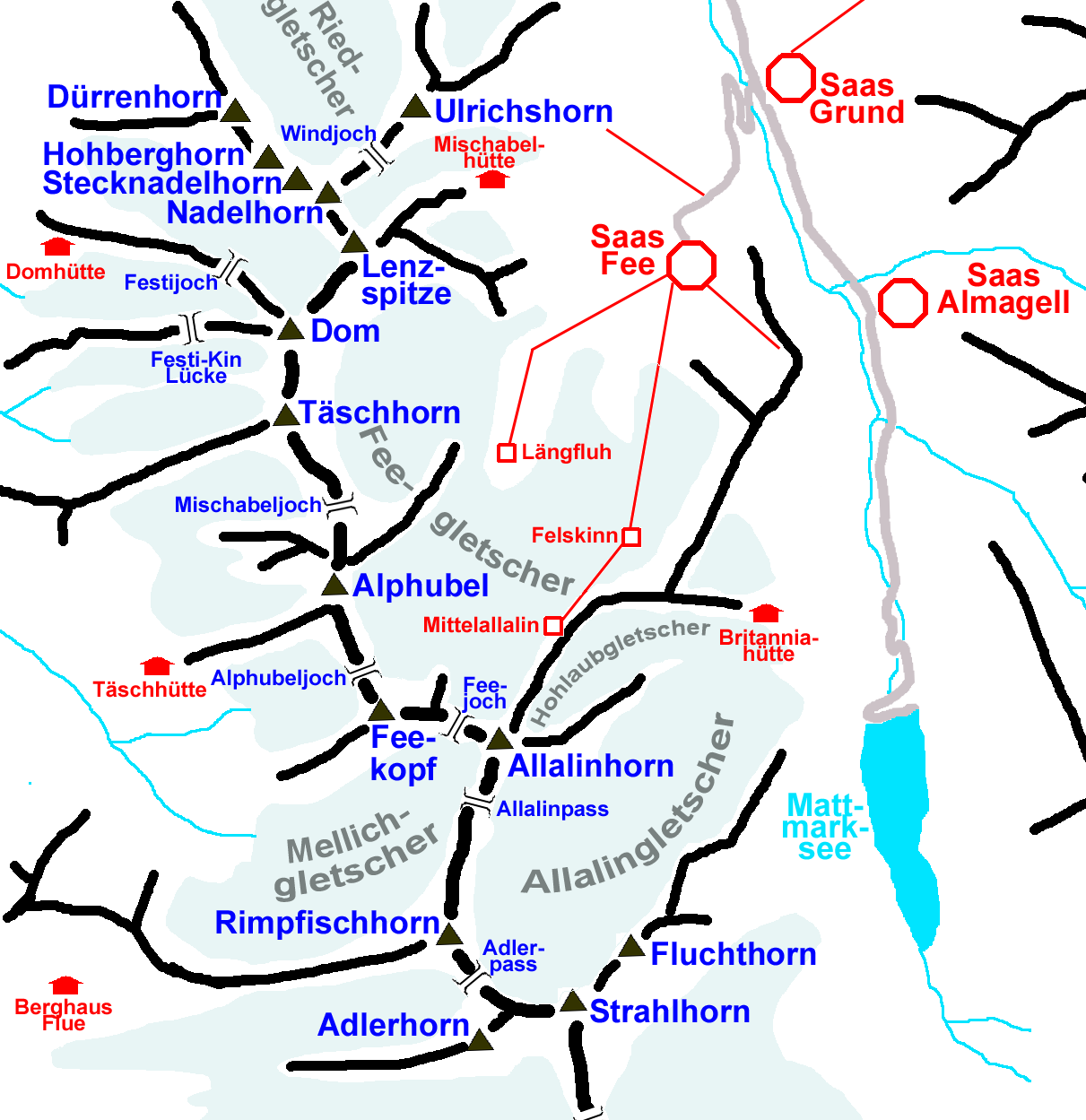
Mischabelgebiet mit Mischabeljoch

- Von Täschalp (Normalroute) in 5 ½  Stunden, 1654 Höhenmeter, Schwierigkeitsgrad WS
- Von der Täschhütte über den Weingartengletscher in 4 bis 5 Stunden
- Vom Alphubel in 1 Stunde, 335 Höhenmeter Abstieg, Schwierigkeitsgrad WS
- Von der Längfluh in 4 Stunden (schwierig)
- Von Mittelallalin über Alphubel in 4 bis 5 Stunden